# Gwanghaegun van Joseon
Koning Gwanghaegun, geboren als Yi Hyeon, was de vijftiende koning van de Koreaanse Joseondynastie. Gwanghaegun was de tweede zoon van koning Seonjo van Joseon en diens concubine Dame Kim. Gwanghaegun werd door zijn vader aangewezen als troonopvolger, ondanks het bestaan van een legitieme zoon van de koning en de koningin, prins Yeongchangdaegun. De plotselinge dood van koning Seonjo was er de oorzaak van dat hij Yeongchangdaegun niet kon aanwijzen tot wettig troonopvolger. Gwanghaegun trouwde met Dame Ryu.
Omdat Gwanghaegun later van de troon werd gestoten, heeft hij geen tempelnaam ontvangen. Hetzelfde overkwam de tiran Yeonsangun. Door veel moderne Koreanen wordt dit beschouwd als een historische vergissing, daar Gwanghaegun het land beter bestuurde dan zowel zijn voorganger en opvolger.
Ondanks de slechte reputatie die de koning later kreeg, was hij een getalenteerd en realistisch politicus. Hij begon voortvarend aan de opbouw van het land, dat onder zijn voorganger hevig had geleden van de Japanse invasies. In het kader hiervan vond een landhervorming plaats waarbij land opnieuw verdeeld werd onder het volk. Ook werden in opdracht van Gwanghaegun het Changdeokgun-paleis en diverse andere paleizen herbouwd in de hoofdstad Hanyang, de toenmalige naam van Seoel. Ook werd een het hopae-identificatiesysteem opnieuw geïntroduceerd.
Zijn buitenlandse politiek kenmerkt zich door zijn pogingen om vrede te bewaren met Mantsjoerije. Dit zette kwaad bloed bij zowel de Chinese Mingdynastie als dogmatisch Confucianisten in Korea.
In 1609 werden diplomatieke relaties met Japan hersteld en in 1617 werden Koreaanse ambassadeurs naar Japan gestuurd.
In 1616 werd tabak geïntroduceerd in Korea en werd als snel populair bij de Joseon aristocraten.
In 1623 werd Gwanghaegun afgezet door de politieke Westerse fractie. Hij werd verbannen naar Ganghwa eiland en later naar Jeju, waar hij stierf in 1641. De nieuwe koning, Injo van Joseon nam juist een pro-Ming en anti-Mantsjoes standpunt in, waardoor Korea verwikkeld raakte in en oorlog met Mantsjoerije.

## Volledige postume naam
- Koning Checheon Heungun Jundeok Honggong Sinseong Yeongsuk Heummun Inmu Seoryun Ipgi Myungseong Gwangryeol Yungbong Hyeonbo mujeong Jungheui Yecheol Jangeui Jangheon Sunjeong Geoneui Sujeong Changdo Sungeop de Grote van Korea
- 체천흥운준덕홍공신성영숙흠문인무서륜입기명성광렬융봉현보무정중희예철장의장헌순정건의수정창도숭업대왕
- 體天興運俊德弘功神聖英肅欽文仁武敍倫立紀明誠光烈隆奉顯保懋定重熙睿哲壯毅章憲順靖建義守正彰道崇業大王

- International Standard Name Identifier: 0000 0003 8312 0771
- Library of Congress Control Number: n86133469
- Bibliotheek van het Japanse parlement: 00622951
- Nederlandse Thesaurus van Auteursnamen: 364524758
- Système universitaire de documentation: 118664565
- Virtual International Authority File: 268096632
- WorldCat: E39PBJt444Gwq6QXFKYHQ9kdQq